# 格蘭尼特西丁 (亞利桑那州)
格蘭尼特西丁（英語：Granite Siding）是位於美國亞利桑那州亞瓦派縣的一個非建制地區。該地的面積和人口皆未知。

## 地理
格蘭尼特西丁的座標為34°41′44″N 112°24′34″W / 34.69556°N 112.40944°W，而該地的平均海拔高度為1493米（即4898英尺）。